# Salabasina-barlang
A Salabasina-barlang a Duna–Ipoly Nemzeti Parkban lévő Visegrádi-hegységben, Pomáz területén található egyik üreg.

## Leírás
A Salabasina-árokban helyezkedik el.

## Kutatástörténet
1996. július 7-én Nagy E., Sárközi Szilárd és Tinn József mérték fel a barlangot, amely a felmérés szerint 3,3 m hosszú és 5,4 m széles. A felmérés alapján 1:50 méretarányú alaprajz térkép készült. Az MKBT Vulkánszpeleológiai Kollektívájának 1996. évi évkönyvében az van írva, hogy Pomázon, a Salabasina-árokban helyezkedik el a 3,3 m hosszú és ismeretlen mélységű/magasságú Salabasina-barlang.
A 2001. november 12-én készült Magyarország nemkarsztos barlangjainak irodalomjegyzéke című kézirat barlangnévmutatójában szerepel a Salabasina-barlang. A barlangnévmutatóban meg van említve 1 irodalmi mű, amely foglalkozik az üreggel. A 364. tétel nem említi, a 363. tétel említi. A 2014. évi Karsztfejlődésben megjelent tanulmányban az olvasható, hogy a Visegrádi-hegység 101 barlangjának egyike a Pomázon található Salabasina-barlang, amely 3,3 m hosszú és 1 m magas.